# Сант'Изидоро (Анкона)
Сант'Изидоро (итал. Sant'Isidoro) насеље је у Италији у округу Анкона, региону Марке.
Према процени из 2011. у насељу је живело 40 становника. Насеље се налази на надморској висини од 112 м.